# نیکوس کازانتزاکیس
نیکوس کازانتزاکیس (به یونانی: Νίκος Καζαντζάκης، ۱۸ فوریه ۱۸۸۳–۲۶ اکتبر۱۹۵۷) نویسنده، شاعر، خبرنگار، مترجم و جهان‌گرد یونانی بود. او نویسنده‌ای بود که دغدغه جامعه بشری داشت و به تحلیل آنها می‌پرداخت.

## زندگی

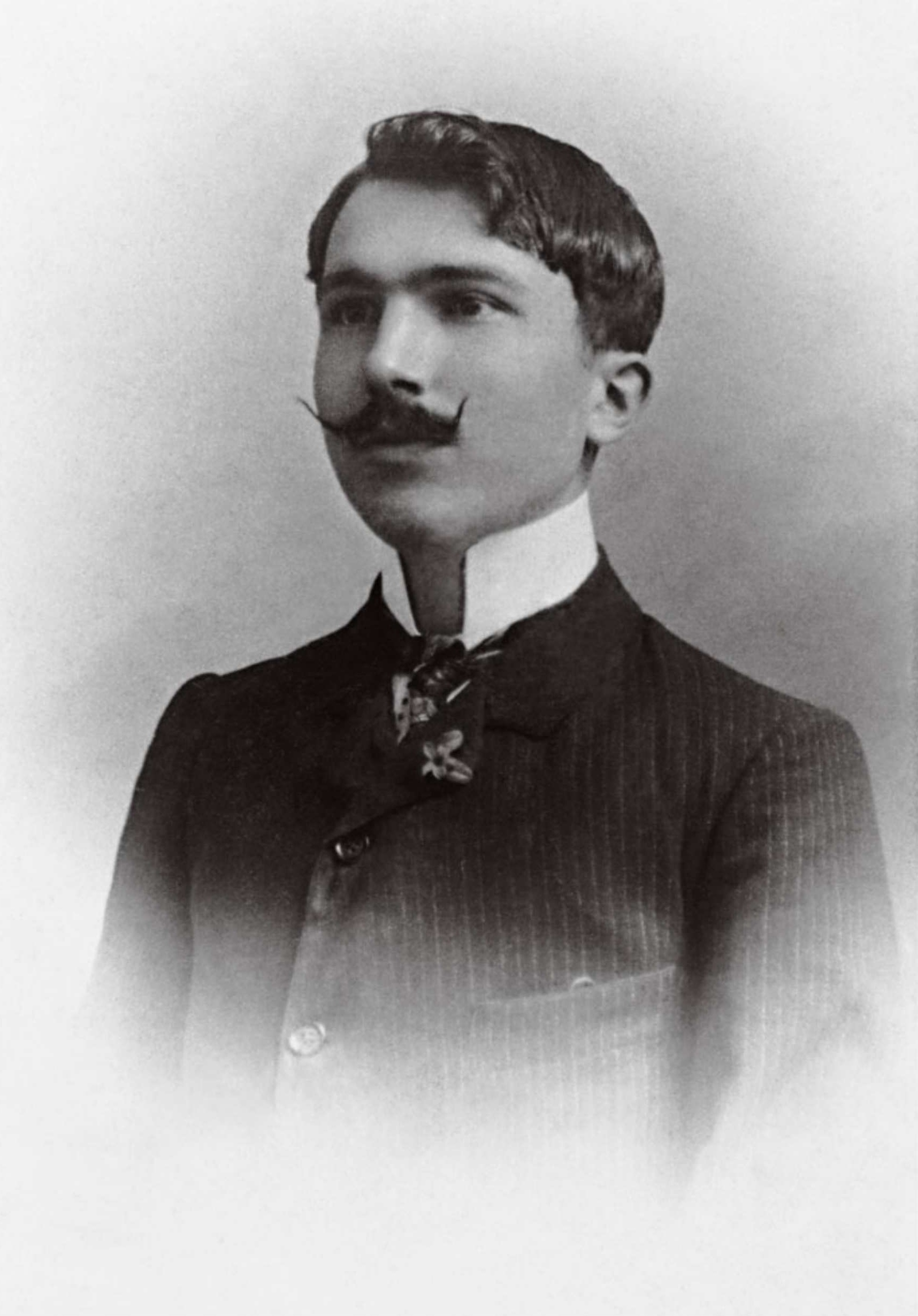
در سال ۱۹۰۴

نیکوس کازانتزاکیس، ۱۸ فوریه ۱۸۸۳ میلادی در هراکلیون، در جزیره کرت زاده شد. در آن زمان، کرت تحت سلطه حکومت عثمانی بود و نیکوس در فضایی پر از شورش و طغیان مردم کرت علیه عثمانیان رشد کرد. وی بخشی از تحصیلات ابتدایی خود را در مدرسه فرانسویان واقع در ناکسوس که تحت نظارت راهبان کاتولیک اداره می‌شد، گذراند.
پس از دبیرستان، ۱۹۰۲، در رشته حقوق دانشگاه آتن ثبت نام کرد و ۱۹۰۶ دکترا گرفت. ۱۹۰۷، به پاریس رفت و شاگرد آنری برگسون فیلسوف نام‌دار فرانسوی شد.
هنگام جنگ بالکان، وارد ارتش یونان شد و علیه دشمن جنگید و پس‌ازآن، مدیر کل وزارت امور اجتماعی شد و چندی نیز نماینده سازمان یونسکو در پاریس بود. ۱۹۴۷، یونان را به مقصد آنتیب ترک کرد تا کارهای ادبی‌ش را پی گیرد. ۱۹۵۶، ازسوی کانون نویسندگان یونانی برای نوبل ادبیات معرفی شد و ۱۹۵۷ با یک رای کمتر از آلبر کامو به این جایزه نرسید.

## آثار و افکار
نیکوس کازانتزاکیس ناظر جنگ‌های داخلی اسپانیا بود و به چین، ژاپن، مصر، بیت‌المقدس، ایتالیا، انگلستان، اتریش، قبرس و فرانسه سفر کرد. آثارش به بیشتر زبان‌ها ترجمه شده‌است. کتاب کوچک و صدصفحه‌ای «سیر و سلوک» که ۱۹۲۳ منتشر شد، اساس تفکرات فلسفی اوست، چنان‌که سی‌ودو سال بعد نوشت: سیر و سلوک، دانه‌ای بود که رویِش دیگر آثارم را باعث شد و پس‌ازآن هرچه نوشتم تفسیر و تصویری از آن بود. نیکوس کازانتزاکیس بارها از جریان‌های فکری در گذر زمان اثر پذیرفت که می‌توان از مسیحیت، بودیسم، فلسفه فریدریش نیچه، آنری برگسن، هنری جیمز، آرتور شوپنهاور نام برد. گرچه به مارکسیسم - لنینیسم گرایش داشت، هیچ‌گاه عضو هیچ حزب کمونیستی نشد.
آخرین وسوسه مسیح و مسیح بازمصلوب، دو رمان معروف اوست.
زوربای یونانی، که فیلمی نیز به همین نام از آن ساخته شد، یکی دیگر از رمان‌های اوست که شهرتی جهانی دارد.

## پایان عمر

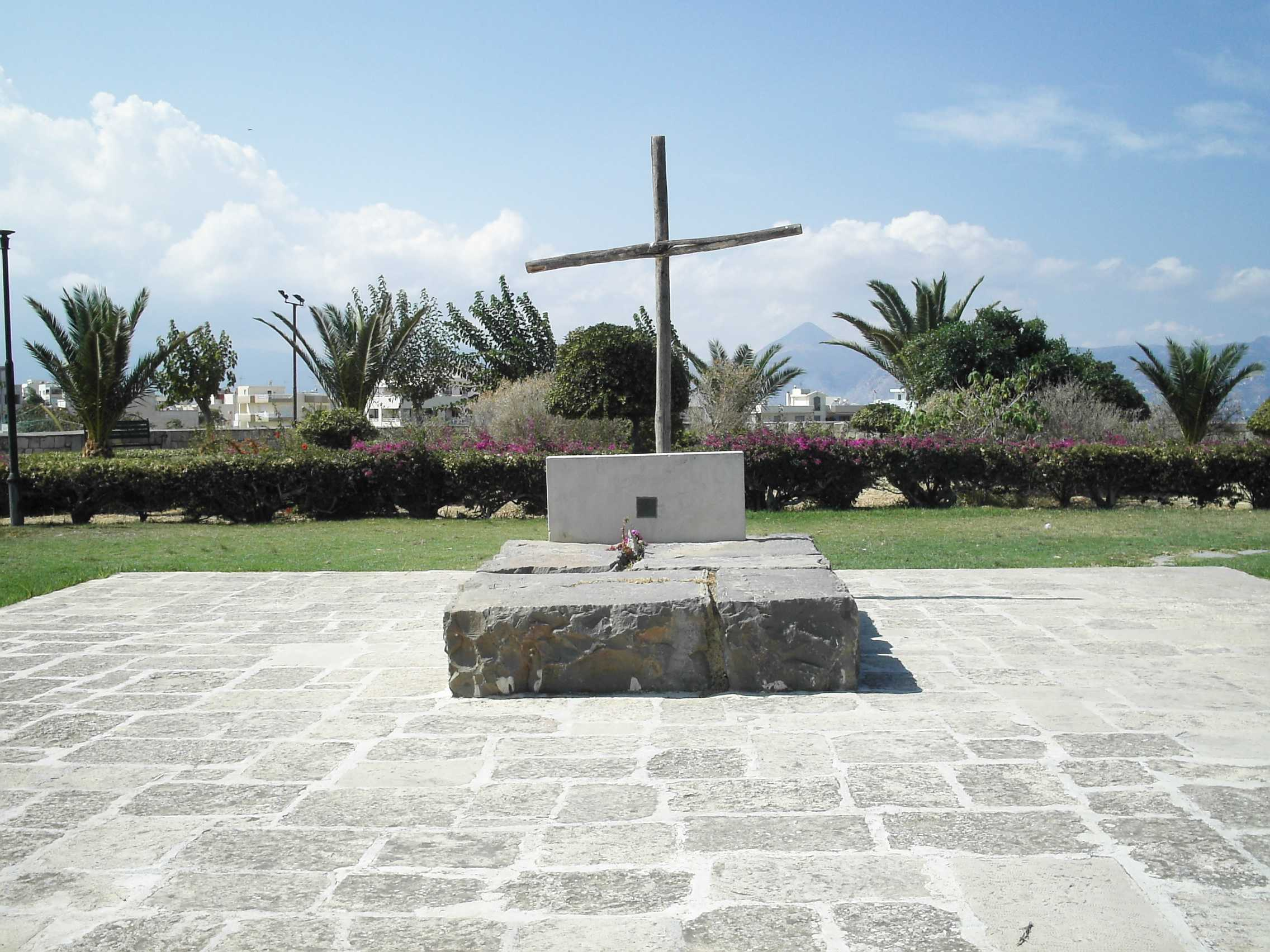
آرامگاه نیکوس کازانتزاکیس در هراکلیون. سنگ ‌نبشته: «نه آرزویی دارم، نه می‌ترسم. من آزادم.»

کازانتراکیس با نوشتن مسیح بازمصلوب یا «رنج‌های یونانی»، کلیسای کاتولیک و ارتدکس‌ را به انتقاد گرفت. ۱۹۵۴، مسیح بازمصلوب در فهرست کتاب‌های ممنوعه قرار گرفت که این سبب معروفیت جهانی وی شد. ۲۸ ژوئن۱۹۵۶، جایزه بین‌المللی صلح را در وین دریافت کرد. پس‌از یک سفر کوتاه به چین، در اثر سرطان خون به بیمارستان فرایبورگ برده‌شد و همان‌جا درگذشت. ۳ نوامبر (۱۹۵۷) پیکرش را به یونان آوردند و خاک‌سپاری‌اش را به سردخانه‌ای که مخصوص افراد گم‌نام است سپردند. پس از مرگ نیکوس کازانتزاکیس، یک اسقف یونانی او را مرتد خطاب کرد و اظهار داشت که امکان دفن وی در هیچ‌یک از کلیساهای یونان وجود ندارد. با وجود این فتوا، بیش از ۵۰ هزار نفر در زادگاه وی گرد آمدند و او را در زادگاهش به خاک سپردند.
سنگ‌نبشته قبرش چنین است:
«نه آرزویی دارم، نه می‌ترسم. من آزادم»
بخشی از کتاب مسیح بازمصلوب:
سرانجام مانولیوس پرسید:پدر چگونه می‌توان خدا را دوست داشت؟
با دوست داشتن انسان‌ها فرزندم
انسان‌ها را چگونه می‌توان دوست داشت؟
با مبارزه برای کشاندنشان به راه راست
راه راست کدام است؟
راهی که رو به بالا دارد.

### داستان
- زوربای یونانی (۱۹۴۶)
- مسیح بازمصلوب (۱۹۴۸)
- آخرین وسوسه مسیح (۱۹۵۱)
- آزادی یا مرگ (۱۹۵۰)
- برادرکشی (۱۹۶۴)
- مار و نیلوفر
- سن فرانسیس (۱۹۵۶) (در ایران سرگشته راه حق)

### نمایشنامه
- سودوم و گومورا
- بودا
- سپیده می‌دمد
- کمدی یا نماز وحشت
- اودیسه (۱۹۳۸)

### فلسفه و عرفان
- سیر و سلوک (۱۹۲۳)
- منجیان خدا: ورزه‌های روحانی

### سفرنامه
- گزارش به خاک یونان (۱۹۶۱)
- فرشتگان قبرس
- مناظر سحرآمیز یونان
- انگلستان ۱۹۴۰

### ترجمه‌ها
کازانتزاکیس بسیاری از شاهکارهای ادبی و فلسفی را به زبان یونانی ترجمه و تفسیر کرده‌است. آثار هومر، دانته و کتابهای «تولد تراژدی» و چنین گفت زرتشت نیچه، گفتگو با اکرمان و فاوست - جلد اول اثر گوته، همچنین آثار چارلز داروین، شکسپیر و فدریکو گارسیا لورکا از جمله ترجمه‌های او هستند.

## ترجمه به فارسی
- «برادرکشی»، مترجم: محمدابراهیم محجوب (۱۳۵۹)
- «ژاپن و چین»، مترجم: محمد دهقانی (۱۳۷۹)
- «سفرها»، مترجم: محمد دهقانی (۱۳۶۷)
- «آخرین وسوسه مسیح»، مترجم: صالح حسینی (۱۳۶۲)
- «گزارش به خاک یونان»، مترجم: صالح حسینی (۱۳۶۱)
- «سن فرانسیس»، مترجمان: منیر جزنی (۱۳۵۷ با اسم «سرگشته راه حق») و بهاره صارمی (۱۳۶۴ با اسم «جوینده راه حق»)
- «کورس»، مترجم: هوشنگ آزادی‌ور (۱۳۵۶)
- «سودوم و گومورا»، مترجم: همایون نوراحمر (۱۳۶۲)
- «آزادی یا مرگ»، مترجم: محمد قاضی (۱۳۴۸)
- «زوربای یونانی»، مترجمان: تیمور صفری (۱۳۴۷)، محمد قاضی (۱۳۵۷) و محمود مصاحب (۱۳۵۷)
- «مسیح بازمصلوب»، مترجمان: محمد قاضی (۱۳۴۹)، محمود سلطانیه (تهران: جامی، ۱۳۷۷)[۲]
- انگلستان،مترجم:محمد مهدی رستمی شاهرودی ۱۳۸۱

تهران انتشارات درسا

## فیلم‌های سینمایی
- آنکه باید بمیرد (فرانسه/۱۹۵۷)، ساخته جولز داسین از کتاب: مسیح باز مصلوب ( رنج‌های یونانی )
- زوربای یونانی (آمریکا/۱۹۶۴)، با بازی آنتونی کوئین
- آخرین وسوسه مسیح (آمریکا/۱۹۸۸)، کارگردان: مارتین اسکورسیزی
- برادر خورشید خواهر ماه، ساخته شده از روی کتاب سرگشته راه حق